# Europe Écologie
Europe Écologie (EE, Europa Ökologie) war ein französisches Parteienbündnis, das zur Europawahl 2009 antrat. Es wurde am 20. Oktober 2008 gegründet und bestand aus der französischen grünen Partei Les Verts, dem Verband regionalistischer Kleinparteien Fédération Régions et Peuples Solidaires (darunter insbesondere die korsische PNC) sowie weiteren Umweltaktivisten und Regionalisten, die nicht der Partei angehören. Der Name ging zurück auf eine Vorläuferliste von Les Verts, die bei der Europawahl 1979 angetreten war.

## Geschichte
Initiator der Gruppierung war der deutsch-französische Europaparlamentarier Daniel Cohn-Bendit, der in der Legislaturperiode 2004–2009 für die deutschen Bündnis 90/Die Grünen dem Europäischen Parlament angehörte. Bei der Europawahl 2009 trat er dagegen in Frankreich an. Es gelang ihm, mehrere prominente unabhängige Kandidaten für die Liste zu gewinnen, darunter den Globalisierungskritiker José Bové, den Umweltaktivisten Yannick Jadot und die Antikorruptionsaktivistin Eva Joly.
Europe Écologie trat bei der Europawahl 2009 als der französische Vertreter der Europäischen Grünen Partei an. Das Bündnis erreichte insgesamt 16,28 % der Stimmen und 14 Sitze, von denen acht an Mitglieder der Verts, einer an die PNC und fünf an unabhängige Kandidaten gingen. Es war damit die drittmeist gewählte Liste in Frankreich, nahezu gleichauf mit der Sozialistischen Partei (16,48 %).
Während die Partei Les Verts Mitglied der grünen Europapartei EGP war, gehörte die PNC der Europäischen Freien Allianz an, die Regionalparteien umfasst. Beide Europaparteien bilden im Europäischen Parlament die gemeinsame Fraktion Grüne/EFA, der sich auch alle gewählten Mitglieder von Europe Écologie anschlossen.
Nach der Wahl bestand Europe Écologie als Wahlbündnis weiter und trat unter anderem bei den französischen Regionalwahlen 2010 an, bei denen sie 12,2 % der Stimmen erzielten und damit die größten Zugewinne unter allen Parteien erreichte. Insgesamt stieg die Zahl regionaler Abgeordneten von 159 auf 263 an. Allerdings scheiterte EE mit dem Ziel, in einigen Regionen die Parti Socialiste zu übertreffen und den regionalen Ministerpräsidenten zu stellen.
Nach den Regionalwahlen drängte insbesondere Daniel Cohn-Bendit auf eine Fusion von EE und Les Verts. Diese wurde am 13. November 2010 vollzogen. Die neue Partei trägt den Namen Europe Écologie-Les Verts, Parteichefin ist Cécile Duflot, die bisherige Präsidentin von Les Verts.